# Jaskinie Udajagiri i Khandagiri
Jaskinie Udajagiri i Khandagiri – zespół jaskiń wykutych w skale w II w. p.n.e. w Indiach w stanie Orisa, które były wykorzystywane do celów kultowych przez wyznawców dźinizmu (historycznie w Orisie znajdowało się centrum tej religii); zabytek o znaczeniu narodowym.

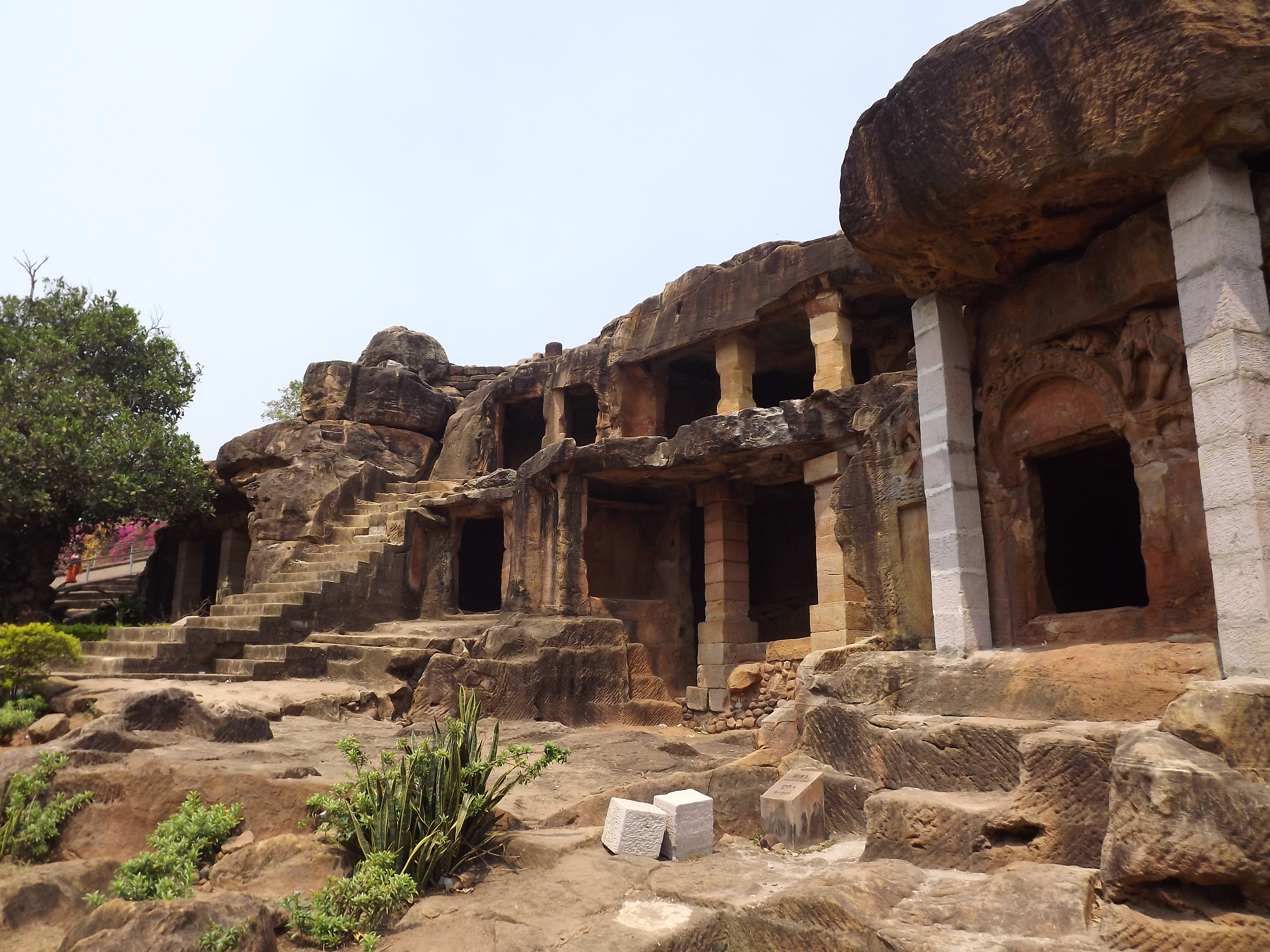
Jaskinia Alkapuri
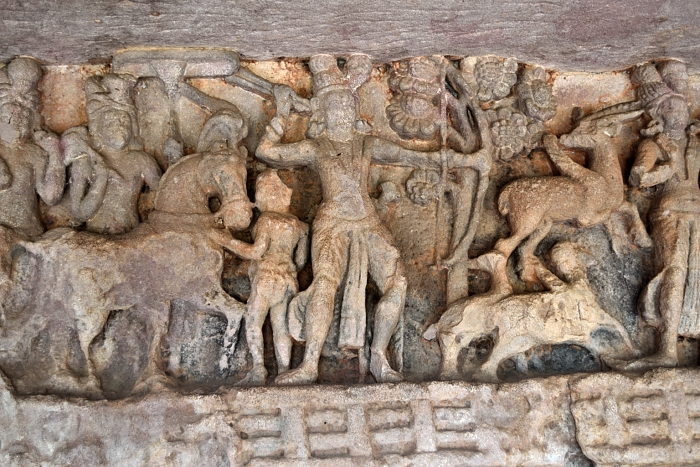
Rzeźba w jaskini nr 12
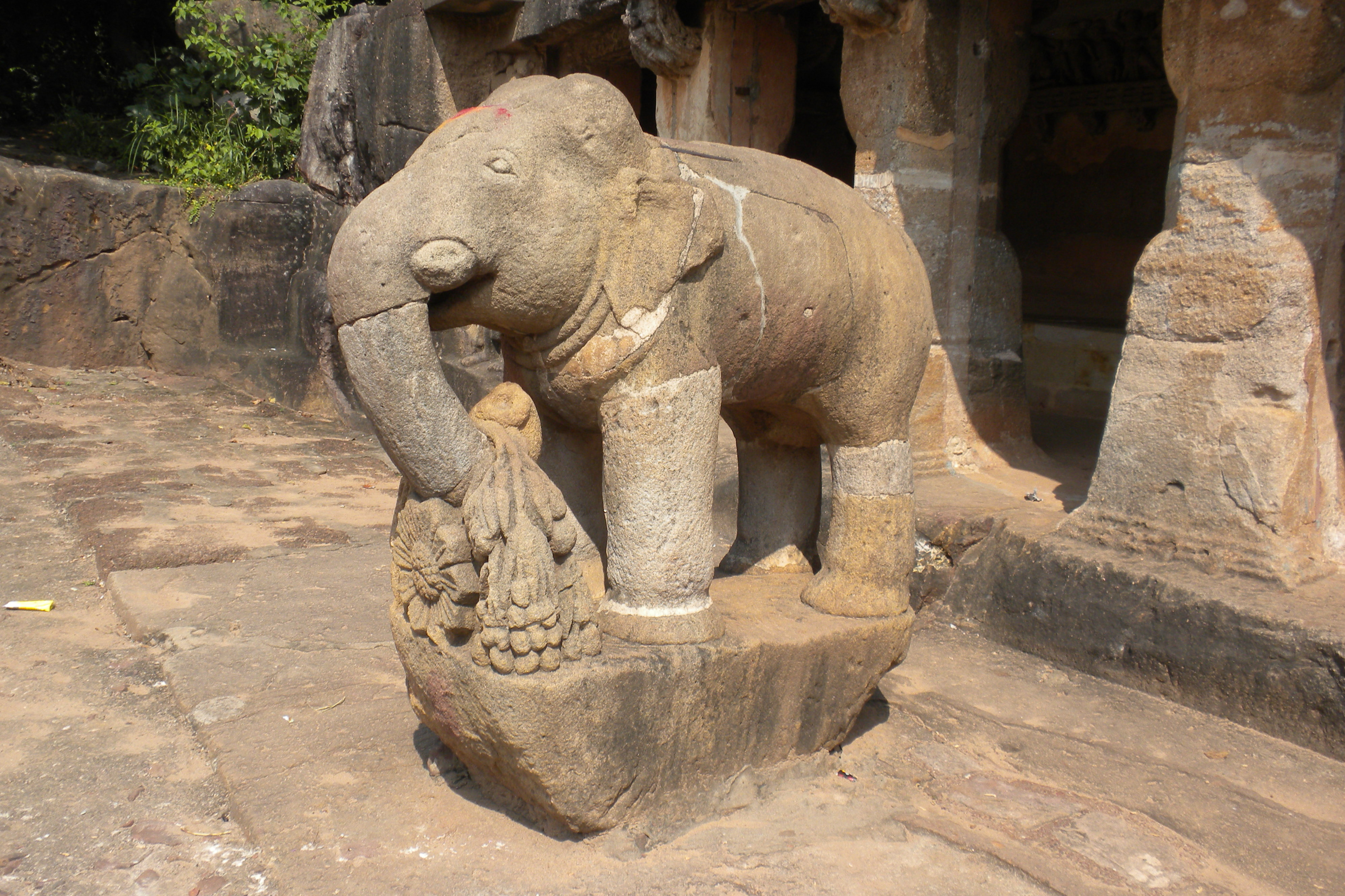
Statua Ganeshy